# Pseudoparodiella vernoniae
Pseudoparodiella vernoniae är en svampart som beskrevs av F. Stevens 1927. Pseudoparodiella vernoniae ingår i släktet Pseudoparodiella och familjen Venturiaceae.   Inga underarter finns listade i Catalogue of Life.